# Буржуа, Пьер
Пьер Буржуа (фр. Pierre Bourgeois) (1897—1971) — швейцарский библиотекарь и химик.

## Биография
Родился в 1897 году. В конце 1910-начале 1920-х годов учился в Цюрихе, после окончания института устроился на работу в отдел патентов, где он заведовал им с 1926 по 1930 год. Будучи заведующим, помогал в организации библиотеки и центра научной документации алюминиевого завода в Нойхауз-на-Рейне при данном отделе. В 1930 году устроился на работу библиотекарем Дома Химии в Париже и проработал вплоть до 1940 года, с 1940 по 1946 год работал старшим библиотекарем Технического института Швейцарской конфедерации в Цюрихе. В 1946 году возглавил Швейцарскую национальную библиотеку В Рейне, данную должность он занимал вплоть до 1962 года. Будучи директором указанной библиотеки, он в её стенах провёл ремонт, после её открытия он реформировал библиотеку, превратив её в библиографический центр и центр МБА Швейцарии. После 1962 года был на пенсии.
Скончался в 1971 году.

## Научные работы
Основные научные работы посвящены библиотековедению.

## Членство в обществах
- Президент ИФЛА (1952—58).